# Brekkukambur
Der Brekkukambur ist ein Berg aus vulkanischem Gestein im Westen von Island. Er erreicht eine Höhe von 650 m und liegt an der Nordostseite des Fjordes Hvalfjörður nahe einer Walfangstation.

## Geologie
Auffallend ist die helle Farbe des Gesteins am Berg. Dies erklärt sich dadurch, dass er als Teil des Inneren eines erodierten Zentralvulkans aus dem Tertiär, des sog. Hvalfjörðurvulkans, großenteils aus Rhyolith besteht.
Eine große Einbuchtung unterhalb des Gipfels zeugt von einem riesigen Bergsturz. An der Westseite des Berges hat die Wassererosion eine bedeutende Schlucht geschaffen, die Miðsandsgil.
Der Berg weist ein von den Gletschern der Eiszeit geschliffenes Gipfelplateau auf.
Östlich des Berges am Þyrill stößt man auf die Überreste eines eiszeitlichen Schildvulkans.

## Wandern am Brekkukambur
Zur Wanderung auf den Berg kann man dem Flüsschen Miðsandsá folgen.